# Victoria Terrasse (Bouvetön)
Victoria Terrace är ett stup på Bouvetön (Norge). Det ligger på den nordöstra delen av ön. Stupet är 3,9 km långt. Namnet kommer från en byggnad med samma namn i Oslo.